# Lluita als Jocs Olímpics d'Estiu de 1924
Als Jocs Olímpics de 1924 celebrats a París (França) es disputaren 13 proves de lluita, totes elles en categoria masculina, dividint-se en sis categories de lluita grecoromana i set de lluita lliure. Les primeres es realitzaren entre els dies 6 i 10 de juliol i les segones entre l'11 i el 14 de juliol de 1924 al Velòdrom d'Hivern de París.

## Nacions participants
Hi participaren un total de 229 lluitadors de 26 nacions diferents:
- Austràlia (1)
- Àustria (8)
- Bèlgica (17)
- Canadà (5)
- Dinamarca (11)
- Egipte (2)
- Espanya (4)
- Estats Units (14)
- Estònia (8)
- Finlàndia (24)
- França (23)
- Grècia (2)
- Hongria (12)
- Itàlia (17)
- Iugoslàvia (2)
- Japó (1)
- Letònia (6)
- Luxemburg (2)
- Noruega (7)
- Països Baixos (8)
- Polònia (2)
- Regne Unit (14)
- Suècia (13)
- Suïssa (12)
- Turquia (5)
- Txecoslovàquia (9)

## Resum de medalles

### Lluita grecoromana
| Prova                  | Or                | Argent              | Bronze           |
| Pes gall detalls       | Eduard Pütsep     | Anselm Ahlfors      | Väinö Ikonen     |
| Pes ploma detalls      | Kalle Anttila     | Aleksanteri Toivola | Eric Malmberg    |
| Pes lleuger detalls    | Oskari Friman     | Lajos Keresztes     | Källe Westerlund |
| Pes mitjà detalls      | Edvard Westerlund | Arthur Lindfors     | Roman Steinberg  |
| Pes semipesant detalls | Carl Westergren   | Rudolf Svensson     | Onni Pellinen    |
| Pes pesant detalls     | Henri Deglane     | Edil Rosenqvist     | Rajmund Badó     |

### Lluita lliure
| Prova                  | Or                 | Argent          | Bronze           |
| Pes gall detalls       | Kustaa Pihlajamäki | Kaarlo Mäkinen  | Bryan Hines      |
| Pes ploma detalls      | Robin Reed         | Chester Newton  | Katsutoshi Naito |
| Pes lleuger detalls    | Russell Vis        | Volmar Wikström | Arvo Haavisto    |
| Pes wèlter detalls     | Hermann Gehri      | Eino Leino      | Otto Müller      |
| Pes mitjà detalls      | Fritz Hagmann      | Pierre Ollivier | Vilho Pekkala    |
| Pes semipesant detalls | John Spellman      | Rudolf Svensson | Charles Courant  |
| Pes pesant detalls     | Harry Steel        | Henri Wernli    | Archie MacDonald |

## Medaller
| Posició | País         | Or | Argent | Bronze | Total |
| 1       | Finlàndia    | 4  | 7      | 5      | 16    |
| 2       | Estats Units | 4  | 1      | 1      | 6     |
| 3       | Suïssa       | 2  | 1      | 2      | 5     |
| 4       | Suècia       | 1  | 2      | 1      | 4     |
| 5       | Estònia      | 1  | 0      | 1      | 2     |
| 6       | França       | 1  | 0      | 0      | 1     |
| 7       | Hongria      | 0  | 1      | 1      | 2     |
| 8       | Bèlgica      | 0  | 1      | 0      | 1     |
| 9       | Japó         | 0  | 0      | 1      | 1     |
| 9       | Regne Unit   | 0  | 0      | 1      | 1     |